# WTA-toernooi van Washington
Het WTA-toernooi van Washington is een jaarlijks terugkerend tennistoernooi voor vrouwen dat wordt georganiseerd in de Amerikaanse federale hoofdstad Washington D.C. De officiële naam van het toernooi is Citi Open.
De WTA organiseert het toernooi dat tot en met 2022 in de categorie "International" viel en wordt gespeeld op hardcourt-buitenbanen. In 2023 promoveerde het toernooi naar categorie WTA 500.
De eerste editie van de actuele toernooireeks vond plaats in 2011 op het tenniscentrum van College Park (Maryland) nabij Washington. Sinds 2012 wordt het toernooi georganiseerd op dezelfde locatie als waar de mannen al sinds vele jaren het ATP-toernooi van Washington spelen: het William H.G. FitzGerald Tennis Center in Rock Creek Park.
Na een voorafgaand kwalificatietoernooi (waar uit een veld van 16 à 32 kandidaten vier speelsters tot het hoofdtoernooi worden toegelaten), wordt vervolgens door 32 deelneemsters gestreden om de titel in het enkelspel. Veertien à zestien koppels treden in het krijt voor de dubbelspeltitel.
Historische toernooireeks
In de periode 1972–1991 werd in Washington D.C. een eerdere reeks WTA-toernooien gehouden, meestal met tapijt als ondergrond. De naam van het toernooi was meestal Virginia Slims of Washington. Tweemaal (in 1972 en 1973) werd het toernooi georganiseerd in Bethesda; viermaal (1974, 1975, 1988, 1989) was Fairfax de plaats van handeling.

## Officiële toernooinamen
| 1972–1978  | Virginia Slims of Washington     |
| 1979       | Avon Championships of Washington |
| 1980–1981  | Colgate Series Championships     |
| 1982       | Avon Championships of Washington |
| 1983–1991  | Virginia Slims of Washington     |
| 2011–heden | Citi Open                        |

## Meervoudig winnaressen enkelspel
| speelster             | aantal titels | in de jaren                                                |
| --------------------- | ------------- | ---------------------------------------------------------- |
| / Martina Navrátilová | 10            | 1975, 1977, 1978, 1980, 1982, 1983, 1985, 1986, 1988, 1990 |
| Tracy Austin          | 2             | 1979, 1981                                                 |
| Hana Mandlíková       | 2             | 1984, 1987                                                 |
| Magdaléna Rybáriková  | 2             | 2012, 2013                                                 |
| Svetlana Koeznetsova  | 2             | 2014, 2018                                                 |

## Enkel- en dubbelspeltitel in één jaar
| speelster             | in het jaar                                    |
| --------------------- | ---------------------------------------------- |
| / Martina Navrátilová | 1977, 1978, 1980, 1983, 1985, 1986, 1988, 1990 |
| Billie Jean King      | 1974                                           |
| Yanina Wickmayer      | 2016                                           |

## Finales van de historische toernooireeks

### Enkelspel
| Datum      | Naam                             | Cat.    | ($)     | Ondergrond        | Winnares                | Verliezend finaliste | Uitslag  |
| ---------- | -------------------------------- | ------- | ------- | ----------------- | ----------------------- | -------------------- | -------- |
| 1972-02-24 | VS of Washington (B)             |         | 18.000  | tapijt, binnen    | Nancy Richey-Gunter     | Chris Evert          | 7-6, 6-2 |
| 1973-01-29 | VS of Washington (B)             |         | 25.000  | tapijt, binnen    | Margaret Court          | Kerry Melville       | 6-1, 6-2 |
| 1974-01-28 | VS of Washington (F)             |         | 50.000  | tapijt, binnen    | Billie Jean King        | Kerry Melville       | 6-0, 6-2 |
| 1975-01-27 | VS of Washington (F)             |         | 75.000  | tapijt, binnen    | Martina Navrátilová     | Kerry Melville       | 6-3, 6-1 |
| 1976-01-19 | VS of Washington                 |         | 75.000  | hardcourt, binnen | Chris Evert             | Virginia Wade        | 6-2, 6-1 |
| 1977-01-03 | VS of Washington                 |         | 100.000 | hardcourt, binnen | Martina Navrátilová     | Chris Evert          | 6-2, 6-3 |
| 1978-01-02 | VS of Washington                 |         | 100.000 | tapijt, binnen    | Martina Navrátilová     | Betty Stöve          | 7-5, 6-4 |
| 1979-01-01 | Avon Champ's of Washington       |         | 125.000 | tapijt, binnen    | Tracy Austin            | Martina Navrátilová  | 6-3, 6-2 |
| 1980-01-02 | Colgate Series Championships     |         | 250.000 | tapijt, binnen    | Martina Navrátilová     | Tracy Austin         | 6-2, 6-1 |
| 1981-01-05 | Colgate Series Championships (L) |         | 250.000 | tapijt, binnen    | Tracy Austin            | Andrea Jaeger        | 6-2, 6-2 |
| 1982-01-04 | Avon Champ's of Washington       |         | 200.000 | tapijt, binnen    | Martina Navrátilová     | Anne Smith           | 6-2, 6-3 |
| 1983-01-03 | VS of Washington                 |         | 150.000 | tapijt, binnen    | Martina Navrátilová     | Sylvia Hanika        | 6-1, 6-1 |
| 1984-01-02 | VS of Washington                 |         | 150.000 | tapijt, binnen    | Hana Mandlíková         | Zina Garrison        | 6-1, 6-1 |
| 1985-01-07 | VS of Washington                 |         | 150.000 | tapijt, binnen    | Martina Navrátilová     | Manuela Maleeva      | 6-3, 6-2 |
| 1986-01-06 | VS of Washington                 |         | 150.000 | tapijt, binnen    | Martina Navrátilová     | Pam Shriver          | 6-1, 6-4 |
| 1987-03-23 | VS of Washington                 |         | 150.000 | tapijt, binnen    | Hana Mandlíková         | Barbara Potter       | 6-4, 6-2 |
| 1988-02-22 | VS of Washington (F)             | Tier II | 300.000 | tapijt, binnen    | Martina Navrátilová     | Pam Shriver          | 6-0, 6-2 |
| 1989-02-13 | VS of Washington (F)             | Tier II | 300.000 | tapijt, binnen    | Steffi Graf             | Zina Garrison        | 6-1, 7-5 |
| 1990-02-19 | VS of Washington                 | Tier II | 350.000 | tapijt, binnen    | Martina Navrátilová     | Zina Garrison        | 6-1, 6-0 |
| 1991-08-19 | VS of Washington                 | Tier II | 350.000 | hardcourt, buiten | Arantxa Sánchez Vicario | Katerina Maleeva     | 6-2, 7-5 |

Legenda: (B) = Bethesda; (F) = Fairfax; (L) = Landover

### Dubbelspel
| Datum      | Naam                             | Cat.    | ($)     | Ondergrond        | Winnaressen                          | Verliezend finalistes               | Uitslag       |
| ---------- | -------------------------------- | ------- | ------- | ----------------- | ------------------------------------ | ----------------------------------- | ------------- |
| 1972-02-24 | VS of Washington (B)             |         | 18.000  | tapijt, binnen    | Wendy Overton Valerie Ziegenfuss     | Judy Tegart-Dalton Françoise Dürr   | 7-5, 6-2      |
| 1973-01-29 | VS of Washington (B)             |         | 25.000  | tapijt, binnen    | Rosie Casals Julie Heldman           | Kerry Harris Kerry Melville         | 6-3, 6-3      |
| 1974-01-28 | VS of Washington (F)             |         | 50.000  | tapijt, binnen    | Billie Jean King Betty Stöve         | Françoise Dürr Kerry Harris         | 6-1, 6-7, 7-5 |
| 1975-01-27 | VS of Washington (F)             |         | 75.000  | tapijt, binnen    | Françoise Dürr Betty Stöve           | Helen Gourlay Kerry Melville        | 6-3, 6-4      |
| 1976-01-19 | VS of Washington                 |         | 75.000  | hardcourt, binnen | Olga Morozova Virginia Wade          | Wendy Overton Mona Guerrant         | 7-6, 6-2      |
| 1977-01-03 | VS of Washington                 |         | 100.000 | hardcourt, binnen | Martina Navrátilová Betty Stöve      | Kristien Kemmer Valerie Ziegenfuss  | 7-5, 6-2      |
| 1978-01-02 | VS of Washington                 |         | 100.000 | tapijt, binnen    | Billie Jean King Martina Navrátilová | Betty Stöve Wendy Turnbull          | 6-3, 7-5      |
| 1979-01-01 | Avon Champ's of Washington       |         | 125.000 | tapijt, binnen    | Mima Jaušovec Virginia Ruzici        | Sharon Walsh Renée Richards         | 4-6, 6-2, 6-4 |
| 1980-01-02 | Colgate Series Championships     |         | 250.000 | tapijt, binnen    | Billie Jean King Martina Navrátilová | Rosie Casals Chris Evert            | 6-4, 6-3      |
| 1981-01-05 | Colgate Series Championships (L) |         | 250.000 | tapijt, binnen    | Rosie Casals Wendy Turnbull          | Paula Smith Candy Reynolds          | 6-3, 4-6, 7-6 |
| 1982-01-04 | Avon Champ's of Washington       |         | 200.000 | tapijt, binnen    | Kathy Jordan Anne Smith              | Martina Navrátilová Pam Shriver     | 6-2, 3-6, 6-1 |
| 1983-01-03 | VS of Washington                 |         | 150.000 | tapijt, binnen    | Martina Navrátilová Pam Shriver      | Kathy Jordan Anne Smith             | 4-6, 7-5, 6-3 |
| 1984-01-02 | VS of Washington                 |         | 150.000 | tapijt, binnen    | Barbara Potter Sharon Walsh          | Leslie Allen Anne White             | 6-1, 6-7, 6-2 |
| 1985-01-07 | VS of Washington                 |         | 150.000 | tapijt, binnen    | Gigi Fernández Martina Navrátilová   | Claudia Kohde-Kilsch Helena Suková  | 6-3, 3-6, 6-3 |
| 1986-01-06 | VS of Washington                 |         | 150.000 | tapijt, binnen    | Martina Navrátilová Pam Shriver      | Claudia Kohde-Kilsch Helena Suková  | 6-3, 6-4      |
| 1987-03-23 | VS of Washington                 |         | 150.000 | tapijt, binnen    | Elise Burgin Pam Shriver             | Zina Garrison Lori McNeil           | 6-1, 3-6, 6-4 |
| 1988-02-22 | VS of Washington (F)             | Tier II | 300.000 | tapijt, binnen    | Martina Navrátilová Pam Shriver      | Gabriela Sabatini Helena Suková     | 6-3, 6-4      |
| 1989-02-13 | VS of Washington (F)             | Tier II | 300.000 | tapijt, binnen    | Betsy Nagelsen Pam Shriver           | Natallja Zverava Larisa Savtsjenko  | 6-2, 6-3      |
| 1990-02-19 | VS of Washington                 | Tier II | 350.000 | tapijt, binnen    | Zina Garrison Martina Navrátilová    | Ann Henricksson Dianne Van Rensburg | 6-0, 6-3      |
| 1991-08-19 | VS of Washington                 | Tier II | 350.000 | hardcourt, buiten | Jana Novotná Larisa Neiland          | Gigi Fernández Natallja Zverava     | 5-7, 6-1, 7-6 |

Legenda: (B) = Bethesda; (F) = Fairfax; (L) = Landover

## Finales van de actuele toernooireeks

### Enkelspel
| Datum      | Naam                                       | Cat.                                       | ($)                                        | Ondergrond                                 | Winnares                                   | Verliezend finaliste                       | Uitslag                                    |                                            |
| ---------- | ------------------------------------------ | ------------------------------------------ | ------------------------------------------ | ------------------------------------------ | ------------------------------------------ | ------------------------------------------ | ------------------------------------------ | ------------------------------------------ |
| 2011-07-25 | Citi Open (C)                              | International                              | 220.000                                    | hardcourt, buiten                          | Nadja Petrova                              | Shahar Peer                                | 7-5, 6-2                                   | details                                    |
| 2012-07-30 | Citi Open                                  | International                              | 220.000                                    | hardcourt, buiten                          | Magdaléna Rybáriková                       | Anastasija Pavljoetsjenkova                | 6-1, 6-1                                   | details                                    |
| 2013-07-29 | Citi Open                                  | International                              | 235.000                                    | hardcourt, buiten                          | Magdaléna Rybáriková                       | Andrea Petković                            | 6-4, 6-7                                   | details                                    |
| 2014-07-28 | Citi Open                                  | International                              | 250.000                                    | hardcourt, buiten                          | Svetlana Koeznetsova                       | Kurumi Nara                                | 6-3, 4-6, 6-4                              | details                                    |
| 2015-08-03 | Citi Open                                  | International                              | 250.000                                    | hardcourt, buiten                          | Sloane Stephens                            | Anastasija Pavljoetsjenkova                | 6-1, 6-2                                   | details                                    |
| 2016-07-18 | Citi Open                                  | International                              | 250.000                                    | hardcourt, buiten                          | Yanina Wickmayer                           | Lauren Davis                               | 6-4, 6-2                                   | details                                    |
| 2017-07-31 | Citi Open                                  | International                              | 250.000                                    | hardcourt, buiten                          | Jekaterina Makarova                        | Julia Görges                               | 3-6, 7-6, 6-0                              | details                                    |
| 2018-07-30 | Citi Open                                  | International                              | 250.000                                    | hardcourt, buiten                          | Svetlana Koeznetsova                       | Donna Vekić                                | 4-6, 7-6, 6-2                              | details                                    |
| 2019-07-29 | Citi Open                                  | International                              | 250.000                                    | hardcourt, buiten                          | Jessica Pegula                             | Camila Giorgi                              | 6-2, 6-2                                   | details                                    |
| 2020–2021  | toernooi geannuleerd wegens coronapandemie | toernooi geannuleerd wegens coronapandemie | toernooi geannuleerd wegens coronapandemie | toernooi geannuleerd wegens coronapandemie | toernooi geannuleerd wegens coronapandemie | toernooi geannuleerd wegens coronapandemie | toernooi geannuleerd wegens coronapandemie | toernooi geannuleerd wegens coronapandemie |
| 2022-08-01 | Citi Open                                  | WTA 250                                    | 251.750                                    | hardcourt, buiten                          | Ljoedmila Samsonova                        | Kaia Kanepi                                | 4-6, 6-3, 6-3                              | details                                    |
| 2023-07-31 | Citi Open                                  | WTA 500                                    | 780.637                                    | hardcourt, buiten                          | Cori Gauff                                 | Maria Sakkari                              | 6-2, 6-3                                   | details                                    |
| 2024-07-29 | Citi Open                                  | WTA 500                                    | 922.573                                    | hardcourt, buiten                          | Paula Badosa Gibert                        | Marie Bouzková                             | 6-1, 4-6, 6-4                              | details                                    |
| 2025-07-21 | Citi Open                                  | WTA 500                                    | 1.282.951                                  | hardcourt, buiten                          | Leylah Fernandez                           | Anna Kalinskaja                            | 6-1, 6-2                                   | details                                    |

Legenda: (C) = College Park

### Dubbelspel
| Datum      | Naam                                       | Cat.                                       | ($)                                        | Ondergrond                                 | Winnaressen                                | Verliezend finalistes                      | Uitslag                                    |                                            |
| ---------- | ------------------------------------------ | ------------------------------------------ | ------------------------------------------ | ------------------------------------------ | ------------------------------------------ | ------------------------------------------ | ------------------------------------------ | ------------------------------------------ |
| 2011-07-25 | Citi Open (C)                              | International                              | 220.000                                    | hardcourt, buiten                          | Sania Mirza Jaroslava Sjvedova             | Volha Havartsova Alla Koedrjavtseva        | 6-3, 6-3                                   | details                                    |
| 2012-07-30 | Citi Open                                  | International                              | 220.000                                    | hardcourt, buiten                          | Shuko Aoyama Chang Kai-chen                | Irina Falconi Chanelle Scheepers           | 7-5, 6-2                                   | details                                    |
| 2013-07-29 | Citi Open                                  | International                              | 235.000                                    | hardcourt, buiten                          | Shuko Aoyama Vera Doesjevina               | Eugenie Bouchard Taylor Townsend           | 6-3, 6-3                                   | details                                    |
| 2014-07-28 | Citi Open                                  | International                              | 250.000                                    | hardcourt, buiten                          | Shuko Aoyama Gabriela Dabrowski            | Hiroko Kuwata Kurumi Nara                  | 6-1, 6-2                                   | details                                    |
| 2015-08-03 | Citi Open                                  | International                              | 250.000                                    | hardcourt, buiten                          | Belinda Bencic Kristina Mladenovic         | Lara Arruabarrena Andreja Klepač           | 7-5, 7-6                                   | details                                    |
| 2016-07-18 | Citi Open                                  | International                              | 250.000                                    | hardcourt, buiten                          | Monica Niculescu Yanina Wickmayer          | Shuko Aoyama Risa Ozaki                    | 6-4, 6-3                                   | details                                    |
| 2017-07-31 | Citi Open                                  | International                              | 250.000                                    | hardcourt, buiten                          | Shuko Aoyama Renata Voráčová               | Eugenie Bouchard Sloane Stephens           | 6-3, 6-2                                   | details                                    |
| 2018-07-30 | Citi Open                                  | International                              | 250.000                                    | hardcourt, buiten                          | Han Xinyun Darija Jurak                    | Alexa Guarachi Erin Routliffe              | 6-3, 6-2                                   | details                                    |
| 2019-07-29 | Citi Open                                  | International                              | 250.000                                    | hardcourt, buiten                          | Cori Gauff Caty McNally                    | Maria Sanchez Fanny Stollár                | 6-2, 6-2                                   | details                                    |
| 2020–2021  | toernooi geannuleerd wegens coronapandemie | toernooi geannuleerd wegens coronapandemie | toernooi geannuleerd wegens coronapandemie | toernooi geannuleerd wegens coronapandemie | toernooi geannuleerd wegens coronapandemie | toernooi geannuleerd wegens coronapandemie | toernooi geannuleerd wegens coronapandemie | toernooi geannuleerd wegens coronapandemie |
| 2022-08-01 | Citi Open                                  | WTA 250                                    | 251.750                                    | hardcourt, buiten                          | Jessica Pegula Erin Routliffe              | Anna Kalinskaja Caty McNally               | 6-3, 5-7, [12-10]                          | details                                    |
| 2023-07-31 | Citi Open                                  | WTA 500                                    | 780.637                                    | hardcourt, buiten                          | Laura Siegemund Vera Zvonarjova            | Alexa Guarachi Monica Niculescu            | 6-4, 6-4                                   | details                                    |
| 2024-07-29 | Citi Open                                  | WTA 500                                    | 922.573                                    | hardcourt, buiten                          | Asia Muhammad Taylor Townsend              | Jiang Xinyu Wu Fang-hsien                  | 7-6, 6-3                                   | details                                    |
| 2025-07-21 | Citi Open                                  | WTA 500                                    | 1.282.951                                  | hardcourt, buiten                          | Taylor Townsend Zhang Shuai                | Caroline Dolehide Sofia Kenin              | 6-1, 6-1                                   | details                                    |

Legenda: (C) = College Park